# Augusto Nogueira Paranaguá
Augusto Weguelin Nogueira Paranaguá, também conhecido como Augusto Nogueira Paranaguá ou Augusto Paranaguá (Rio de Janeiro, 29 de novembro de 1899 – Corrente, 14 de novembro de 1987) foi um agrônomo e político brasileiro, outrora deputado estadual pelo Piauí.

## Dados biográficos
Filho de Joaquim Nogueira Paranaguá e Emma Riedel Weguelin. Assumiu como prefeito de Corrente em 1926, cargo ao qual retornou em 1936, mantendo-o até o final do Estado Novo em 1945. Eleito deputado estadual pelo PSD em 1947, ficou na terceira suplência em 1950, assumindo a chefia do Departamento de Agricultura no governo Pedro Freitas.
Em 1954 o Tribunal Regional Eleitoral atestou a eleição de Augusto Paranaguá e Raimundo Ribeiro, mas a realização de eleições suplementares fizeram-nos perder as vagas para Caio Damasceno e Djalma Veloso. Todavia, a posse de Alcides Nunes como conselheiro do Tribunal de Contas do Piauí em 1957, garantiu o retorno de Augusto Paranaguá ao legislativo, embora não tenha vencido as eleições seguintes para a Assembleia Legislativa do Piauí, a última quando perdeu também como candidato a suplente de senador na chapa de Waldemar Santos, via PTB em 1962. Foi conselheiro do Tribunal de Contas do Piauí e depois secretário de Agricultura no governo João Clímaco d'Almeida.
Seu pai foi governador do Piauí, estado que representou no Congresso Nacional como deputado federal e senador nos primeiros anos da República.